# Ayako Hara
Ayako Hara (原綾子 Hara Ayako?) este un model care a cucerit titlul de Miss Universe Japan în 2012.